# Hermannia neotropica
Hermannia neotropica är en kvalsterart som beskrevs av Woas 1992. Hermannia neotropica ingår i släktet Hermannia och familjen Hermanniidae. Inga underarter finns listade i Catalogue of Life.